# Мішеч
Мі́шеч — ландшафтний заказник місцевого значення в Україні. Об'єкт розташований на території Камінь-Каширського району Волинської області, на південний захід від с. Воєгоща. 
Площа — 68 га, статус отриманий у 1992 році за розпорядженням представника Президента України у Волинській області від 26.05.1992, № 132.
Статус надано з метою охорони та збереження у природному стані ділянки заболоченого ландшафту з озером карстового походження площею 1 га і глибиною 2 м. У заказнику зростають: береза низька (Betula humilis), лохина (Vaccinium uliginosum), багно звичайне (Ledum palustre), а також рідкісні види рослин, занесені в Червону книгу України: росичка середня (Drosera intermedia), ломикамінь болотний (Saxifraga hirculus), шейхцерія болотна (Scheuchzeria palustris), журавлина дрібноплода (Oxycoccus microcarpus).

## Галерея

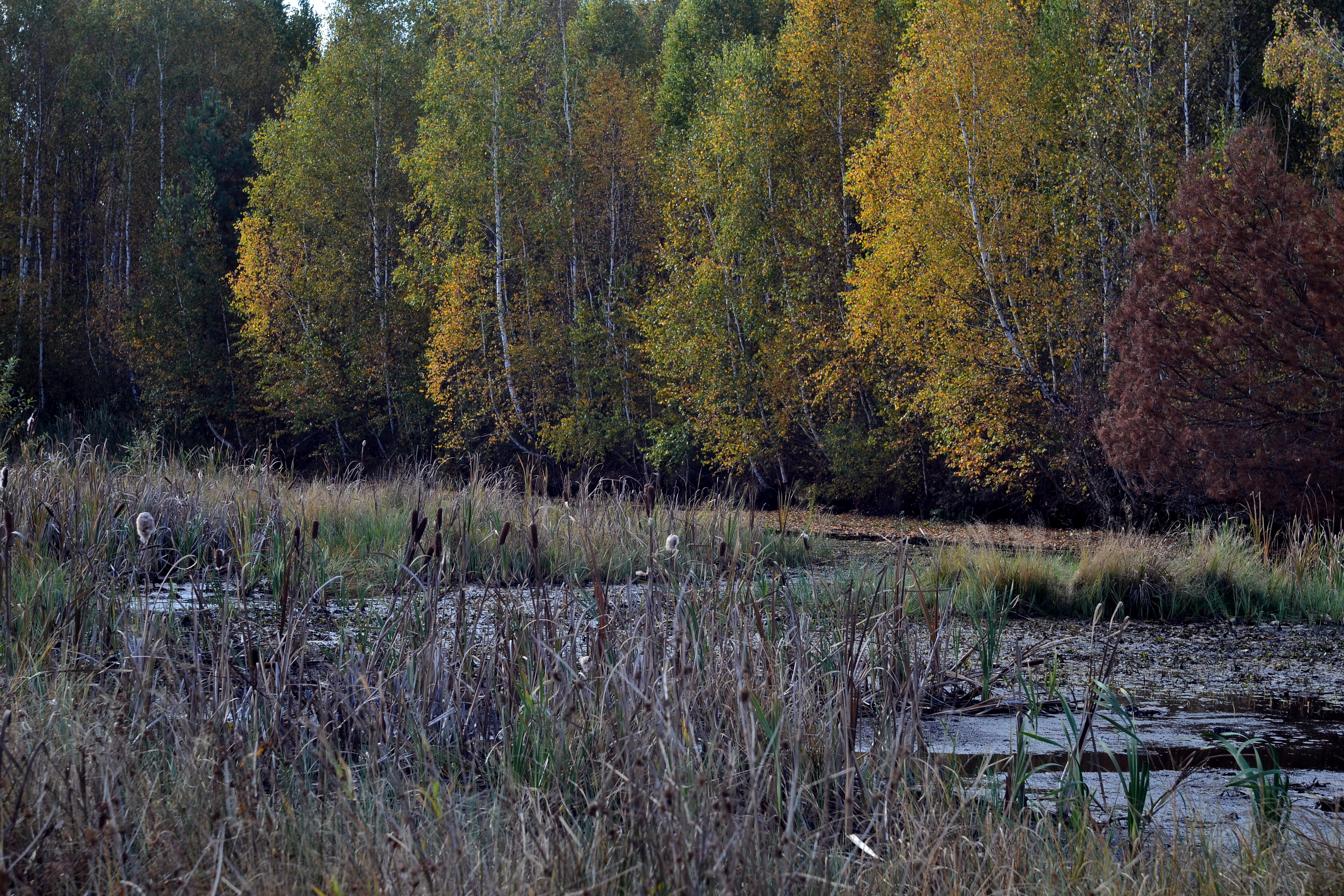
Південна частина озера
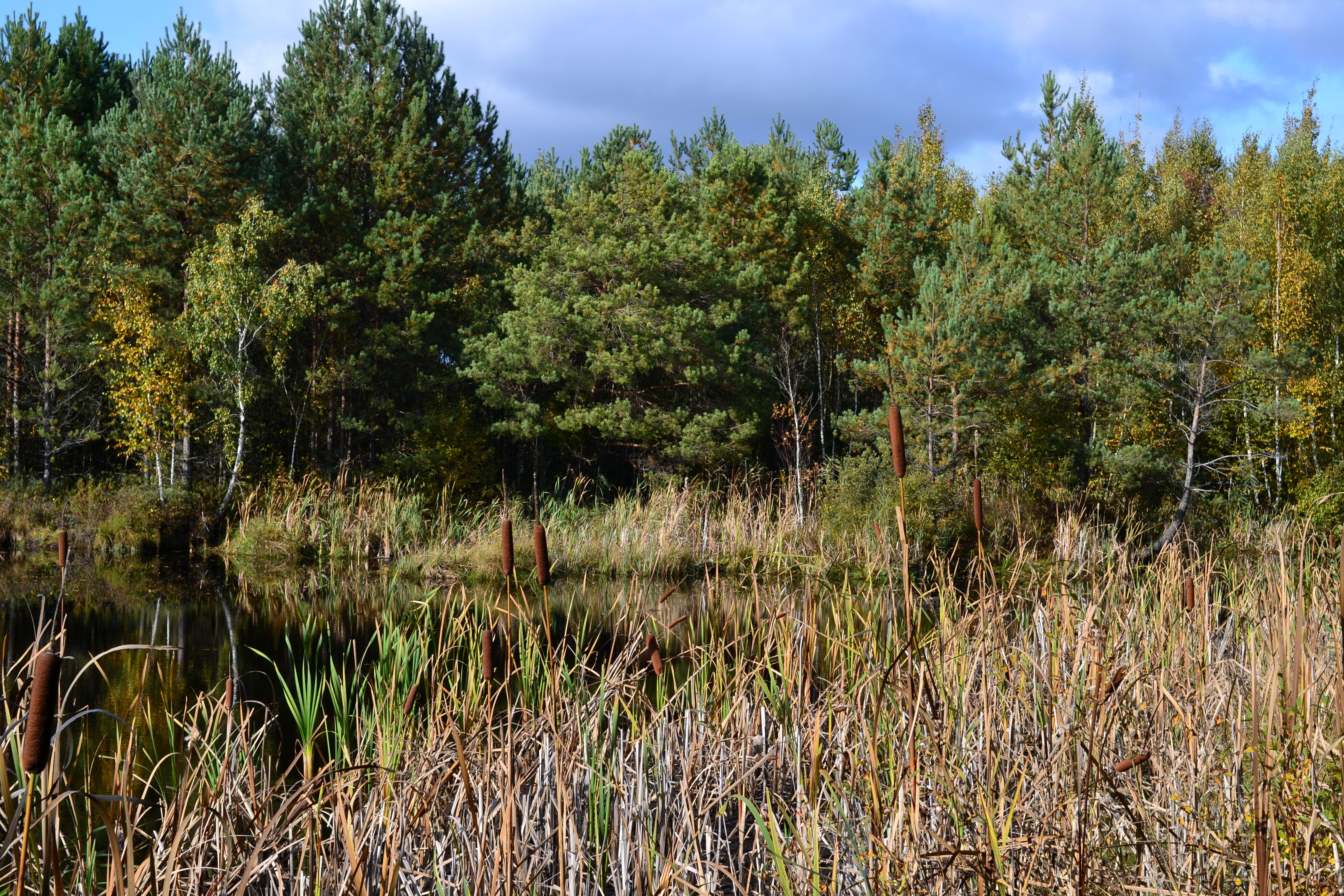
Центральна частина озера
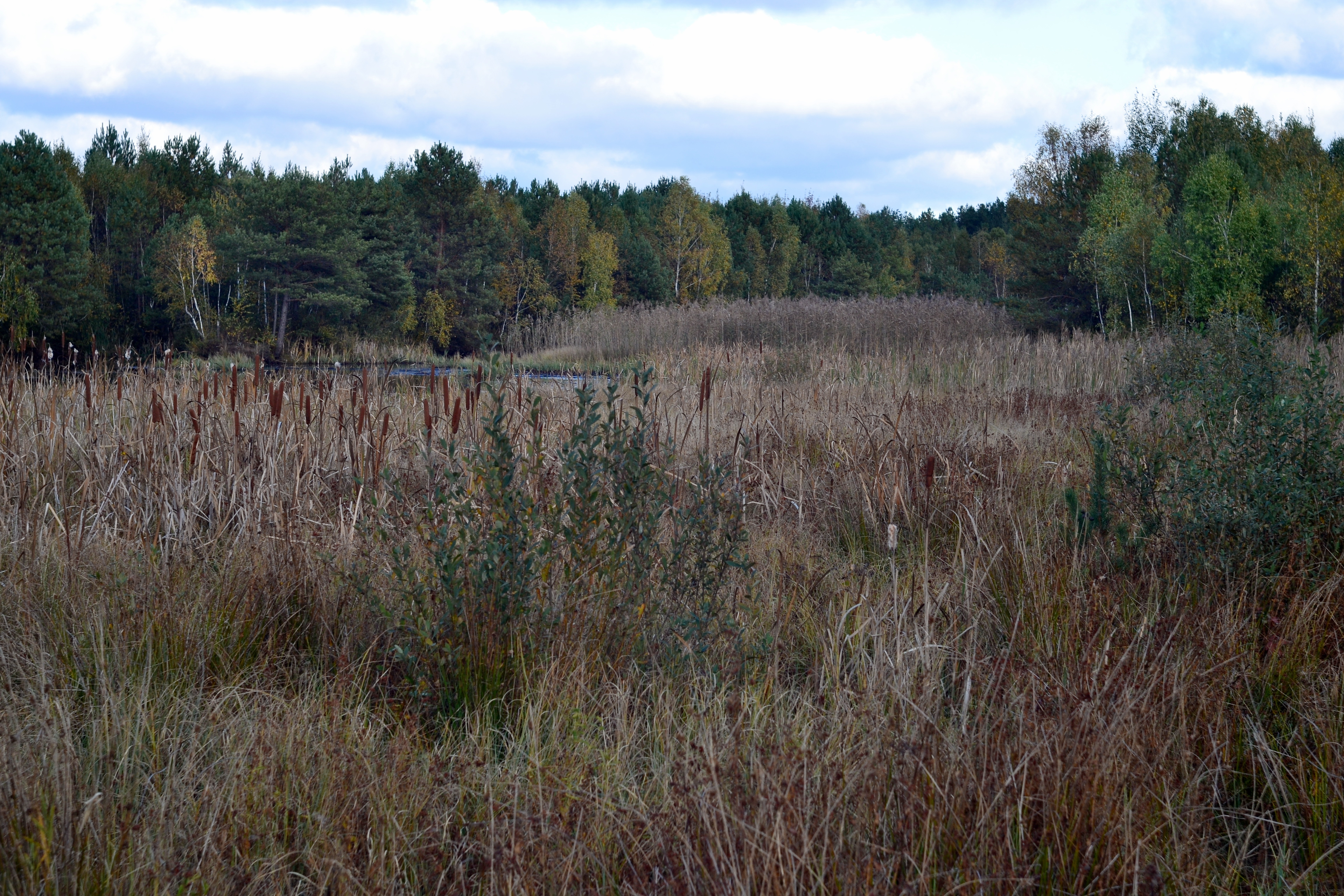
Болото біля озера
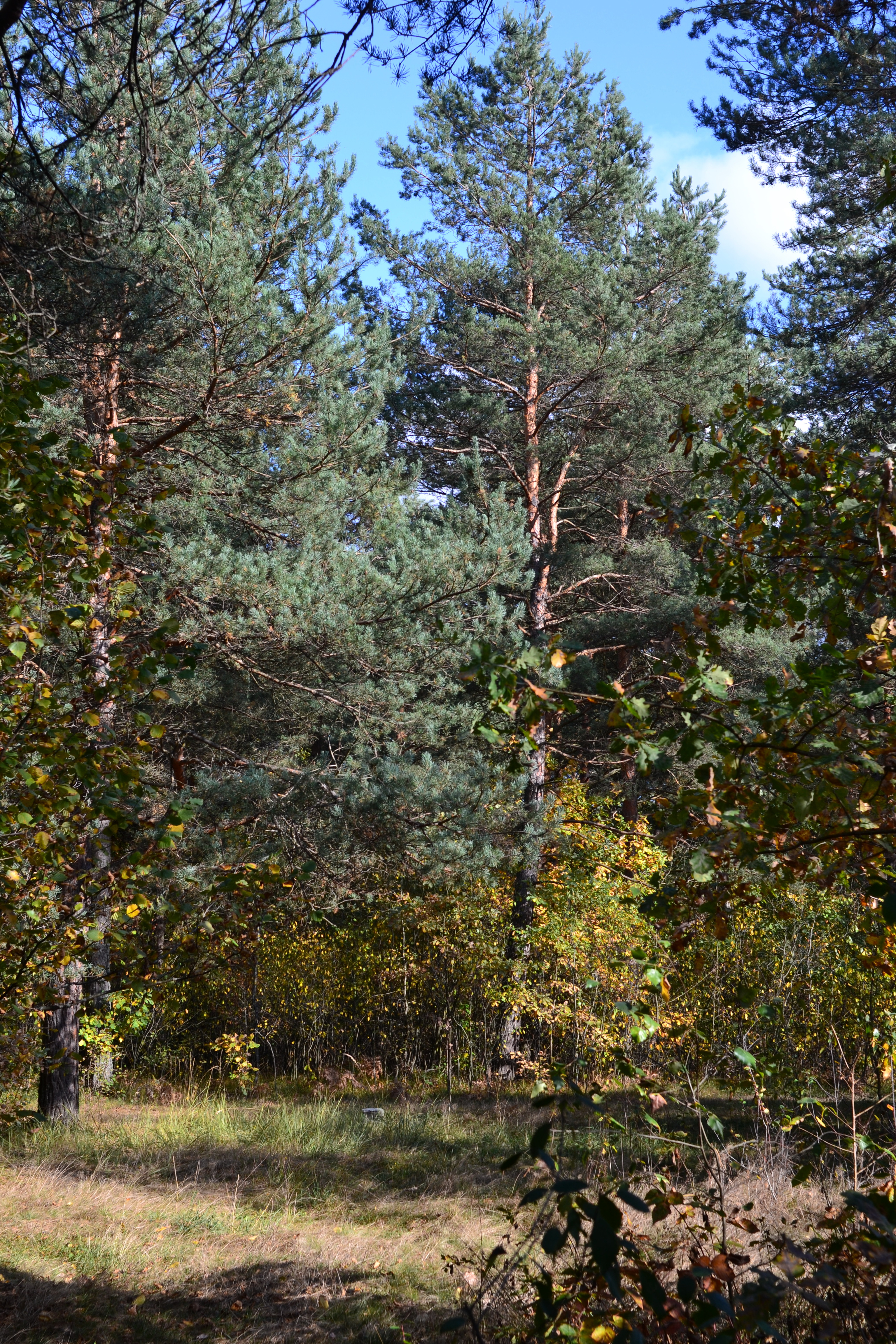
Ліс поблизу озера
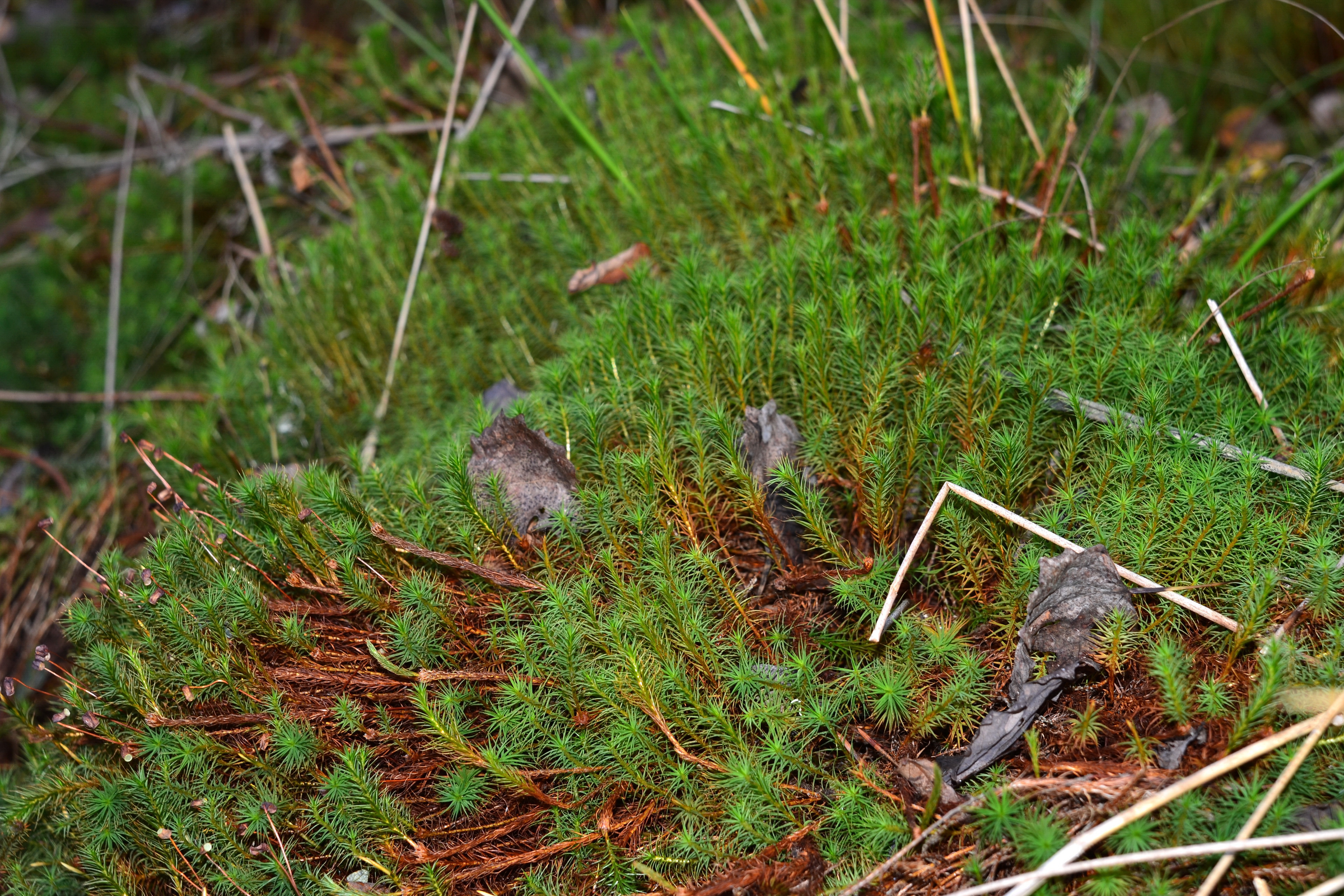
Сфагнум
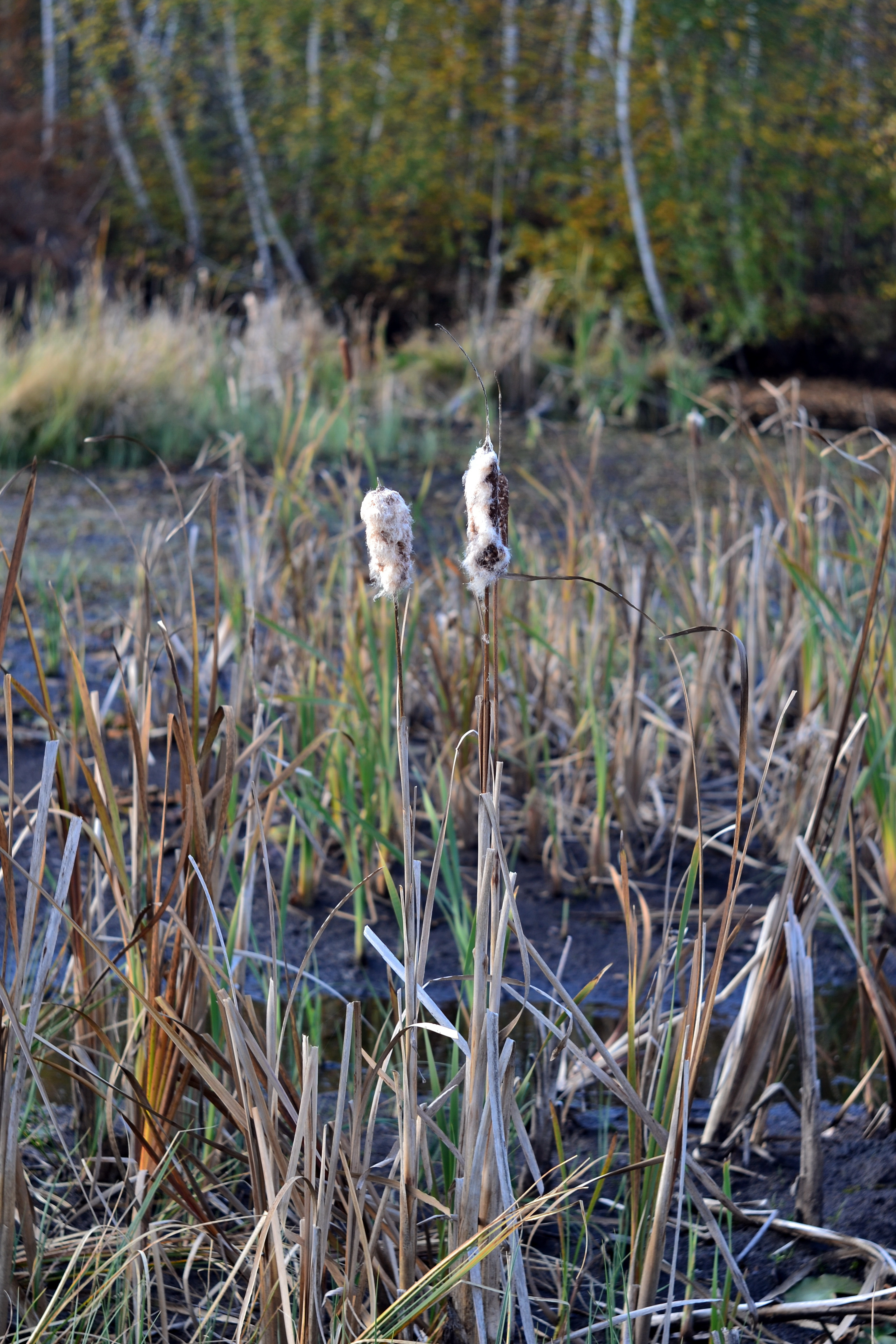
Рогіз широколистий
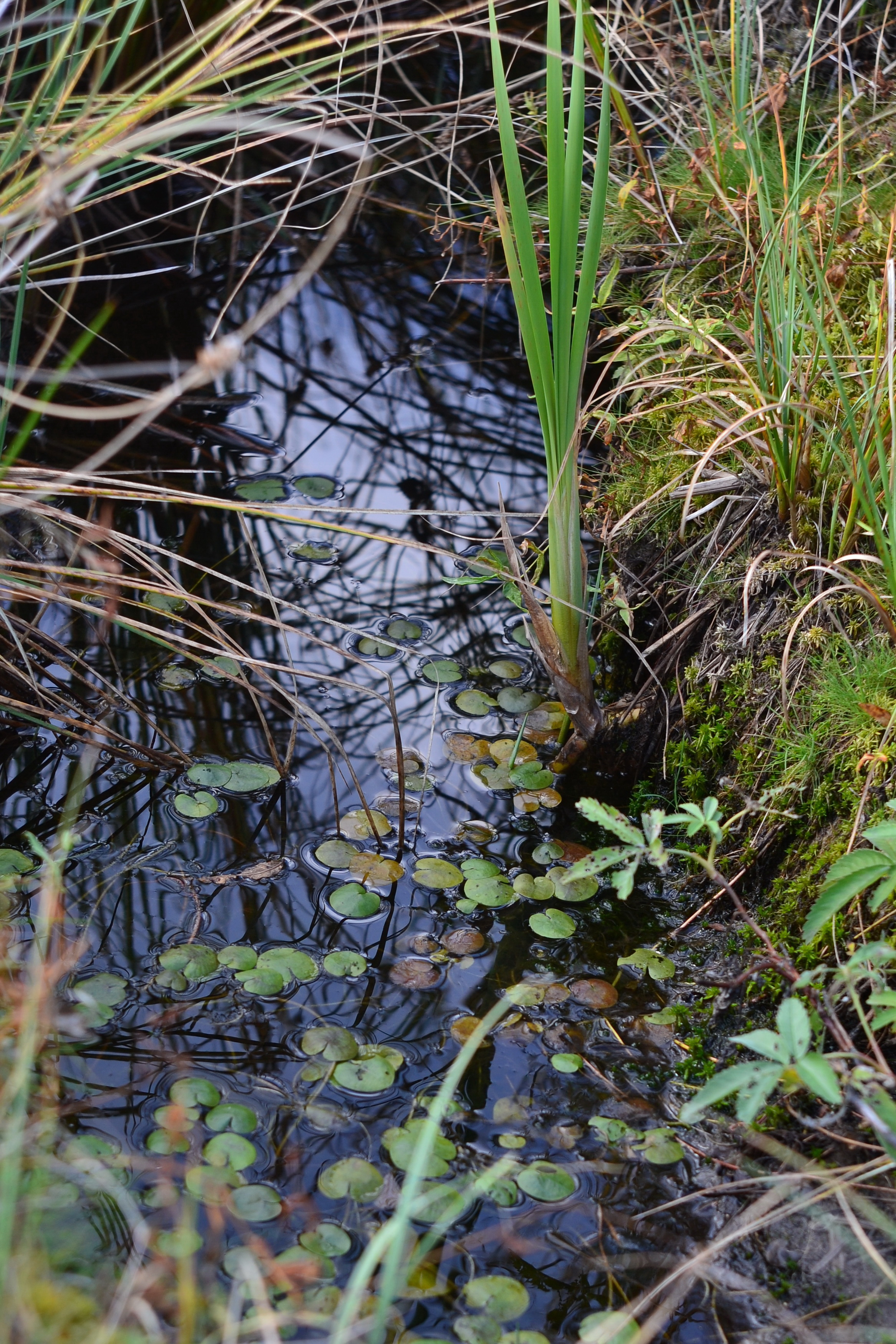
Жабурник звичайний